# Maladera imasakai
Maladera imasakai är en skalbaggsart som beskrevs av Miyake och Yamaya 1995. Maladera imasakai ingår i släktet Maladera och familjen Melolonthidae. Inga underarter finns listade i Catalogue of Life.